# Pseudophiloscia angusta
Pseudophiloscia angusta is een pissebed uit de familie Philosciidae. De wetenschappelijke naam van de soort is voor het eerst geldig gepubliceerd in 1853 door James Dwight Dana.